# Lost in Limoges
Lost in Limoges est un festival de musiques actuelles organisé en 2016 et 2017 à Couzeix, dans le département de la Haute-Vienne.
Le projet du festival, lancé en 2013, fait d'abord l'objet d'un financement participatif afin non seulement de réunir des fonds mais aussi pour mesurer l'attente d'un tel événement à Limoges. C'est une réussite puisque l'association recueille 128 % de la somme attendue, soit environ 26 000 euros, mais surtout, le projet a réuni 595 contributeurs.
Dès lors, en juin 2015, le projet est lancé. Organisé par l'association « Limoges Here We Come »  le festival est initialement programmé au parc municipal de Beaublanc à Limoges. Cependant, en novembre 2015, la ville de Limoges retire le site aux organisateurs qui doivent partir à la recherche d'un nouveau lieu. C'est finalement la ville de Couzeix qui accepte d'accueillir la première édition de ce festival sur un ancien terrain militaire : l'esplanade du Mas de l'Âge. Le festival disparaît après sa deuxième édition, en 2017.

## 1reédition (2016)
La programmation de la première édition réunit Iggy Pop, Superbus, Puggy, Jabberwocky, Josef Salvat, Nada Surf, Sage, Radio Elvis, The Shoes, Stuck in the Sound, Call Me Cherry, Vox, Lizzard, Last Train, Prain, Mama's Gun.

## 2eédition (2017)
En dépit de difficultés de trésorerie, une deuxième édition est programmée pour 2017. La programmation réunit Pete Doherty, Foals, Les Wampas, Talisco, Naive New Beaters, The Inspector Cluzo, Initial Data, Las Aves et Clément Bazin.
Cette seconde édition est à nouveau déficitaire.
L'association organisatrice est finalement placée en liquidation judiciaire, laissant plusieurs partenaires impayés.